# Управление специальных операций Великобритании в массовой культуре
Управление специальных операций Великобритании неоднократно упоминалось в произведениях массовой культуры: книг, комиксов (графических романов), полнометражных фильмов и телесериалов. Официальный историк Майкл Фут, однако, скептически относился к большей части произведений, посвящённых агентам (в том числе и женщинам), что отчасти обосновывалось засекреченностью многих материалов. 

Немногочисленные хорошо обученные и отважные люди были агентами, действовавшими во Франции или Югославии. Об этих немногих людях есть огромное количество популярной литературы, но почти всё это — бесполезный мусор, в котором говорится вообще не об этих людях.
Оригинальный текст (англ.)A few highly accomplished and gallant ones were agents operating in France or Yugoslavia. [...] On these few there is a large popular literature, almost all of it worthless and much of it about the wrong people.

## Выставки
- Выставка Тайной армии (англ. Secret Army Exhibition) в Национальном автомобильном музее Бьюли рассказывает историю агентов Управления специальных операций, которые проходили обучение в особняке Бьюли во время войны.

## Кинематограф
- «Школа опасности[англ.]» (1946), также известный под названием «Теперь об этом можно рассказать». Полудокументальный фильм, в котором снялись агенты УСО Гарри Ре[англ.] и Жаклин Нирн[англ.], сыгравшие роли агентов «Феликс» и «Кошка». В фильме показаны процесс обучения агентов УСО и их операции во Франции. Оборудование для съёмок было взято из школ в Трэй и Гарраморе (Саут-Морар) и авиабазы Рингвей.
- «Битва за тяжёлую воду[англ.]» (1948), норвежско-французского производства. В фильме снялись несколько участников оригинальных событий, в том числе Йоахим Рённеберг, назвавший фильм самой достоверной попыткой воссоздать события по сравнению с «Героями Телемарка[англ.]».
- «Одетта» (1950), экранизация книги Джеррарда Тикелла[англ.] о разведчице Одетте Хэллоус. В фильме снимались Анна Нигл и Тревор Ховард, также есть интервью и с Морисом Бакмастером.
- «Встреча со злом при лунном свете[англ.]» (1957), экранизация одноимённой книги Уильяма Стэнли Мосса[англ.]. В главных ролях — Дерк Богард и Мариус Горинг[англ.]. Сюжет фильма — похищение немецкого генерала Генриха Крайпе, которое осуществили Патрик Ли Фермор и Уильям Стэнли Мосс[2].
- «Мост через реку Квай» (1957), классическая британская драма о боевых действиях в Бирме во Второй мировой войне. Действие разворачивается на железнодорожном мосту Сиам — Бирма, который строят британские военнопленные, находящиеся на принудительных работах по приказу японской администрацией. Сюжет связан с миссией по уничтожению моста силами некоего «Отряда 136», базирующегося на Цейлоне (реальное подразделение УСО, проходившее обучение по ведению боёв в условиях джунглей).
- «И с гордостью её пишите имя[англ.]» (1958), экранизация книги Ар Джея Минни о Виолетте Шабо. Главные роли исполнили Вирджиния Маккенна и Пол Скофилд. В фильме звучит текст стихотворения «The Life That I Have[англ.]» авторства Лео Маркса, которое использовалось в качестве ключа для шифрования сообщений[3].
- «Пушки острова Наварон» (1961), экранизация романа Алистера Маклина. В фильме снимались Грегори Пек, Дэвид Нивен, Энтони Куинн, Энтони Куэйл (реальный агент УСО в Албании) и Стэнли Бейкер. По сюжету союзным коммандос необходимо взять неприступную немецкую крепость, которая угрожает союзным флотам в Эгейском море и не позволяет эвакуировать британские войска с острова Херос.
- «Покушение» (1964), чехословацкий фильм о покушении на Рейнхарда Гейдриха. Роли агентов УСО Адольфа Опалки и Яна Кубиша, участвовавших в нападении на Гейдриха, исполняли Радослав Брзобогаты и Иржи Кодет соответственно.
- «Герои Телемарка[англ.]» (1965), ещё одна экранизация атаки на Веморк.
- «Операция "Арбалет"» (1965), шпионский фильм. Сценаристы — Дуилио Колетти и Витториано Петрилли. Фильм основан на реальных событиях — операции «Арбалет» по срыву массового обстрела ракетами V-1 и V-2 городов Западной Европы.
- «Куда не долетают и орлы» (1968), военная драма Брайна Гаттона. В фильме снимались Ричард Бёртон, Клинт Иствуд и Мэри Юр. Сценарий написан Алистером Маклином, автором одноимённого романа.
- «Операция "Восход"[англ.]» (1976). Сюжет фильма основан на операции «Антропоид» по ликвидации рейхспротектора Рейнхарда Гейдриха.
- «Морские волки» (1980), экранизация книги Джеймса Лисора.
- «Нэнси Уэйк, позывной "Белая мышь"» (1987), документальная драма о жизни агента Нэнси Уэйк.
- «Пожелайте мне удачи[англ.]» (1987), телесериал о женщинах-агентах УСО.
- «Шарлотта Грей» (2001), экранизация романа Себастьяна Фолкса.
- «Робер и тени» (2004), документальный фильм France Télévisions. Жан-Мари Баррер рассказывает о своём прадедушке Робере, который работал школьным учителем на юго-западе Франции и сотрудничал с агентом УСО Джорджем Старром[англ.].
- «Одиннадцатый день[англ.]» (2006), документальный фильм о Движении Сопротивления на Крите. Включает в себя интервью с Патриком Ли Фермором, рассказывающем о похищении генерала-майора Генриха Крайпе.
- «Бонзо» (2008), документальный фильм Би-би-си о группе австрийских деятелей Сопротивления. Отряд во главе с Альбрехтом Гайсвинклером[англ.] пытается спасти серию картин, которые были украдены нацистами из музеев Европы и спрятаны в соляной шахте у озера Альтаусзе.
- «Женщины-агенты» (2008). Фильм о пяти женщинах-агентах УСО, внёсших свой вклад в успех Нормандской операции.
- «Школа шпионов Черчилля» (2010), документальный фильм о школе УСО в Бьюли[4].
- «Эпоха героев» (2011). Фильм об отряде специального назначения, который должен был уничтожить радар гитлеровцев в Норвегии.
- «Первый мститель» (2011). Пегги Картер представлена как агент британского Управления специальных операций не только в этом фильме, но и в дальнейших фильмах кинематографической вселенной Marvel (роль в этих и последующих фильмах исполнила Хейли Этвелл)[5].

## Телевидение
- «Война Фойла». Главный герой телесериала, инспектор Кристофер Фойл пересекается с деятельностью УСО в двух сериях. В 1-й серии 3-го сезона «Французский бросок» (2004) он расследует убийство, косвенно связанное с гибелью парашютиста-диверсанта УСО во Франции[8]; в 3-й серии 8-го сезона «Элиза» (2015) Фойл пытается выяснить, кто виновен в массовых арестах и казнях агентов УСО в Нидерландах.
- «Лунная заря[англ.]» (1963). Телесериал Би-би-си о деятельности УСО в оккупированной Европе[9].
- «Нэнси Уэйк[англ.]» (1987). Австралийский телесериал об агенте УСО Нэнси Уэйк (роль исполнила Нони Хезлхёрст[англ.]), показывался в Великобритании телесетью Thames Television[англ.]. Нэнси Уэйк была консультантом сценариста, сыграв эпизодическую роль мадам Фуре в фильме[10], однако была возмущена тем, что 8-часовой формат сократили до 4 часов, вырезав множество сцен[11][12].
- «Тайная армия Черчилля» (2000). Трёхсерийный документальный фильм о деятельности УСО, вышедший на Channel 4[13].
- «Убить Гитлера[англ.]» (2003). Документальный фильм Би-би-си об операции «Фоксли»[14].

## Компьютерные игры
- Medal of Honor: Rising Sun[англ.] (2003). Один из главных героев — майор Филлип Бромли, агент УСО.
- Secret Weapons Over Normandy[англ.] (2003). Главный герой — Джеймс Чейз, военнослужащий элитной эскадрильи британских ВВС «Боевые ястребы», сотрудничающей с УСО[15][16].
- The Saboteur (2009). Действие происходит в Париже в 1940 году. Главный герой — ирландец Шон Девлин, который помогает французскому Сопротивлению и неофициально работает на УСО. В игре он может находить тайники с оборудованием, которые, по-видимому, сбрасывали УСО. Прототипом Шона Девлина стал реальный агент УСО Уильям Гровер-Уильямс[англ.][17].
- Velvet Assassin (2009). Главная героиня — Вайолетт Саммер, прототипом её стала Виолетта Шабо[18].
- Call of Duty: WWII (2017). Представители УСО — майоры Артур Кроули (озвучивает Дэвид Элпей) и Вивиан (озвучивает Хелен Сэдлер).